# Mimosa bifurca
Mimosa bifurca är en ärtväxtart som beskrevs av George Bentham. Mimosa bifurca ingår i släktet mimosor, och familjen ärtväxter. Inga underarter finns listade i Catalogue of Life.